# مصوبه اصلاح حقوق کیفری ۱۸۸۵
مصوبه اصلاح حقوق کیفری ۱۸۸۵ (به انگلیسی: Criminal Law Amendment Act 1885) که با عنوان (قانونی برای ایجاد مقررات بیشتر برای حمایت از زنان و دختران، سرکوب فاحشه‌خانه‌ها و اهداف دیگر) شناخته می‌شود، مصوبه‌ای بود که توسط مجلس بریتانیا به تصویب رسید. این مصوبه جدیدترین مصوبه در مجموعه‌ای از قوانین ۲۵ ساله‌ای بود که از تصویب مصوبه جرائم علیه شخص ۱۸۶۱ در پادشاهی متحد بریتانیای کبیر و ایرلند آغاز شده بود.
این مصوبه سن رضایت جنسی را از ۱۳ سال به ۱۶ سال افزایش داد و مجازات‌های مربوط به جرایم جنسی علیه زنان و کودکان را مشخص کرد. همچنین، مقررات مربوط به سرکوب تن‌فروشی و همجنس‌گرایی را تقویت نمود. این مصوبه به‌ویژه به دلیل شرایط خاصی که در روند تصویب آن در مجلس وجود داشت، قابل توجه است.

## پس زمینه
طبق مصوبه جرائم علیه شخص ۱۸۶۱، سن رضایت جنسی ۱۲ سال بود (که بازتابی از قوانین عرفی بود). رابطه جنسی غیرقانونی با دختران زیر ۱۰ سال جرمی سنگین و رابطه جنسی غیرقانونی با دختران بین ۱۰ تا ۱۲ سال جرمی سبک‌تر محسوب می‌شد. علاوه بر این، برای آزار جنسی یا اقدام به تجاوز به دختران زیر سن، مجازات دو سال حبس تعیین شده بود. اگرچه سن رضایت بعداً با اصلاحات مصوبه جرائم علیه شخص در سال ۱۸۷۵ به ۱۳ سال افزایش یافت، این قوانین عمدتاً برای حمایت از کودکان بسیار خردسال و افراد ثروتمند وضع شده بودند. دلیل تمرکز بر ثروتمندان این بود که قانون‌گذاران آن زمان نگران امنیت دختران وارث، به‌ویژه دختران خود و دوستان و حامیانشان بودند. به همین دلیل، شدیدترین مجازات‌ها برای کسانی در نظر گرفته می‌شد که بدون رضایت والدین، دختران را فریب می‌دادند یا می‌ربودند، حتی اگر قصد ازدواج با آن‌ها را داشتند. دختران بالای ۱۳ سال و افراد فقیر حمایت چندانی تحت این مصوبه دریافت نمی‌کردند.
این دوگانگی استانداردها به حوزه تن‌فروشی نیز گسترش یافت. در حالی که تن‌فروشی در میان طبقه متوسط تحمل می‌شد، نگرانی درباره گسترش بیماری‌های آمیزشی، به‌ویژه سیفلیس، مجلس را بر آن داشت تا مجموعه‌ای از قوانین را برای کنترل بیماری‌های عفونی تصویب کند. این قوانین به پلیس اجازه می‌داد تا زنان مشکوک به تن‌فروشی را دستگیر کرده و آن‌ها را برای معاینه بیماری‌های جنسی بررسی کنند. نتیجه ناخواسته این مصوبه این بود که هر زنی که شبیه به یک فاحشه به نظر می‌رسید، مشمول این مصوبه می‌شد. در حالی که مردان، با وجود نقش برابر در گسترش بیماری، مشمول این مصوبه نمی‌شدند. این قوانین بعداً به دلیل فشار عمومی درباره ماهیت دوگانه‌شان لغو شدند.
افکار عمومی در آن زمان خواستار قوانین سخت‌گیرانه‌تر و مجازات‌های شدیدتر برای مجرمان جنسی و رفتار بهتر با زنان و کودکان بود. گروه‌های طرفدار خلوص اجتماعی مانند انجمن سرکوب فساد و فمینیست‌هایی مانند ژوزفین باتلر بر بدی فحشای کودکان به عنوان عامل اصلی استثمار جنسی جوانان تمرکز کردند. علاوه بر این، در طول دهه‌های ۱۸۶۰ و ۱۸۷۰، گروه‌های حمایت از کودکان نگران سوءاستفاده از کودکان و دیگر اشکال بدرفتاری بودند. همچنین، گروه‌هایی مانند انجمن پیشگیری از ظلم به کودکان نگران محدودیت‌های مرگ کودکان خردسال بودند. آن‌ها موارد سوءاستفاده و غفلت از کودکان را بررسی، گزارش و به دادگاه می‌آوردند. در این فضای اجتماعی-سیاسی بود که در سال ۱۸۸۱ مصوبه‌ای برای تغییر این وضعیت معرفی شد.

## لایحه مسکوت ماند
لایحه اصلاح مصوبه چهار سال طول کشید تا به نتیجه برسد. این فرآیند زمانی آغاز شد که بنجامین اسکات، مبارز ضد فساد و شهردار لندن، به لرد گرانویل مراجعه کرد تا مصوبه‌ای برای محافظت از دختران جوان از انتقال به قاره اروپا برای «اهداف غیراخلاقی» تصویب شود. در پاسخ، مجلس اعیان بریتانیا کمیته‌ای ویژه تشکیل داد تا این موضوع را بررسی کند و افزایش تن‌فروشی کودکان و برده‌داری سفیدپوست‌ها را تأیید کرد. گزارش این کمیته شامل نه توصیه بود که پایه‌ای برای لایحه اصلاح حقوق کیفری شد، از جمله افزایش سن رضایت به شانزده سال و تشدید مجازات‌ها برای جرائم جنسی.
این لایحه در سال ۱۸۸۳ به راحتی در مجلس اعیان بریتانیا تصویب شد، اما در مجلس عوام مسکوت ماند. در سال ۱۸۸۴ مجدداً مطرح شد، اما در جریان کشمکش‌های مربوط به اصلاحات مجلس دوباره کنار گذاشته شد. در آوریل ۱۸۸۵، جان رمزی، ارل دال‌هوسی با جسارت لایحه را برای سومین بار مطرح کرد. اگرچه این لایحه در ماه مه با برخی اصلاحات، از جمله کاهش سن رضایت به پانزده سال، به راحتی در مجلس اعیان بریتانیا تصویب شد، اما در مجلس عوام با مقاومت مواجه شد، چرا که نمایندگان در حال آماده‌سازی برای تعطیلات بانکی هفته ویت در ۲۲ مه ۱۸۸۵ بودند و نسبت به لایحه بی‌تفاوت بودند. علاوه بر این، بسیاری از نمایندگان مجلس با این اقدام مخالف بودند و به محدودیت آزادی‌های مدنی از طریق افزایش اختیارات پلیس اشاره می‌کردند.
با وجود تلاش‌های وزیر کشور، سر ویلیام هارکورت، برای پیشبرد خوانش دوم لایحه، تا زمان تعطیلی پارلمان در ۲۲ مه ۱۸۸۵ هیچ رأی‌گیری درباره این لایحه انجام نشد. حامیان لایحه در آن زمان نگران بودند که این لایحه دوباره کنار گذاشته شود و تصمیم گرفتند اقدامات جدی‌تری انجام دهند.
این نگرانی‌ها به واقعیت پیوست زمانی که دولت گلدستون به دلیل اختلاف بر سر بودجه استعفا داد. یک دولت اقلیت موقت تحت رهبری لرد سالیسبوری تشکیل شد تا انتخابات عمومی آن سال برگزار شود. در نتیجه، تصمیم بر این شد که هیچ اقدام زمان‌بر یا بحث‌برانگیزی تا آن زمان انجام نشود.

## پرونده آرمسترانگ
حتی پیش از بحران دولت در ژوئن ۱۸۸۵، در ۲۳ مه، بنجامین اسکات به دابلیو.تی. استد، سردبیر روزنامه پال مال گازت، مراجعه کرد و توجه او را به این موضوع جلب کرد که لایحه دوباره در حال کنار گذاشته شدن است. استد، که از دهه ۱۸۷۰ از مخالفان قوانین بیماری‌های عفونی بود، متقاعد شد تا برای جلب حمایت عمومی از قانون‌گذاری محافظتی تلاش کند. تحقیقات بعدی او از ۶ تا ۱۰ ژوئیه ۱۸۸۵ در گازت تحت عنوان «هدیه باکره‌های بابل مدرن» منتشر شد. او نه تنها تحقیقات خود را بر اساس مصاحبه با پلیس و کسانی که در تجارت تن‌فروشی دخیل بودند انجام داد، بلکه با یک اقدام عملی جلوتر رفت: او یک دختر را «خرید» و درباره آن نوشت.
با کمک برامول بوث از ارتش نجات  و ربکا جارت، یک تن‌فروش سابق، استد دختر ۱۳ ساله‌ای به نام الیزا آرمسترانگ را از والدینش که در منطقه لیسون گروو در غرب لندن زندگی می‌کردند، خرید و مراحل آماده‌سازی او برای صادرات را طی کرد. الیزا معاینه شد تا اثبات شود که هنوز باکره است، سپس به یک فاحشه‌خانه برده شد و به آرامی تحت تأثیر دارو قرار گرفت تا منتظر استد، خریدارش، بماند. استید وارد اتاق الیزا شد و پس از اینکه این را تأییدی بر موفقیت خود دید، بیرون رفت تا داستانش را بنویسد. الیزا به مراقبت ارتش نجات سپرده شد.
این افشاگری‌ها جنجال‌برانگیز شد. نسخه‌های روزنامه پال مال گازت به سرعت به فروش رفتند و گاهی با قیمت‌های بالایی خریداری می‌شدند. اگرچه بسیاری افشاگری استد را محکوم کردند، اما این اقدام به هدف خود رسید: پارلمان را وادار کرد تا در ۹ ژوئیه ۱۸۸۵ بحث درباره لایحه اصلاح حقوق کیفری  را از سر بگیرد.

## بحث از سر گرفته می‌شود
انجمن پیشگیری از ظلم به کودکان که اولین سالگرد تأسیس خود را در ۱۳ ژوئیه ۱۸۸۵ جشن گرفته بود، از ازسرگیری بحث‌ها دربارهٔ لایحه استفاده کرد تا پیشنهادها خود را به لایحه اضافه کند. این پیشنهادها شامل افزایش سن رضایت به ۱۸ سال و اقدامات سخت‌گیرانه‌تر برای محافظت از کودکان در برابر استفاده جنسی بود. این پیشنهادها از طریق نمایندگان این انجمن در مجلس مطرح شد. با این حال، بسیاری از اعضای مجلس که از تاکتیک‌های استد خشمگین بودند، سعی کردند هرگونه تغییر در قوانین را مسدود کنند.
علاوه بر پیشنهادهای انجمن پیشگیری از ظلم به کودکان، در ۳۱ ژوئیه ۱۸۸۵، ساموئل اسمیت، نماینده لیورپول، بندی را به مجلس عوام ارائه کرد که هدف آن لغو سوگند برای قربانیان کودک در موارد تجاوز جنسی بود. با این حال، مخالفان قدیمی لایحه با آن مقابله کردند و با وجود تلاش‌های حامیان، پیشنهاد انجمن با اختلاف کمی (۱۲۳ رأی مخالف در مقابل ۱۲۰ رأی موافق) رد شد.
استد، که از این شکست خشمگین بود، در روزنامه گازت این تصمیم را محکوم کرد و نام هر یک از اعضایی که علیه این بند رأی داده بودند را منتشر کرد. بنجامین وو، رهبر اس‌پی‌سی‌سی  و کشیش کلیسای کنگره‌گرا، با تمرکز بر این واقعیت که پیشنهاد تنها با سه رأی شکست خورده بود، تلاش‌های خود را برای جلب حمایت بیشتر دوچندان کرد. در این مسیر، او توانست هنری جیمز، دادستان کل سابق، را به طرفداری از این پیشنهاد جلب کند و اصلاحیه اسمیت را مجدداً در ۹ اوت مطرح کند. وزیر کشور، آر.ای. کراس، پس از مشورت با یکی از همکارانش دربارهٔ مقررات قانون اسکاتلند در این زمینه، مخالفت اولیه خود با این پیشنهاد را کنار گذاشت. این موضوع تأثیرگذار بود و زمانی که پیشنهاد مجدداً به رأی گذاشته شد، بند «سوگند» که اس‌پی‌سی‌سی پیشنهادش را داده بود، در نسخه نهایی لایحه گنجانده شد.

### بخش ۱۱
حتی قبل از تصویب بند «سوگند»، بند دیگری توسط هنری لابوشر، نماینده مجلس، در ساعت‌های پایانی شب ۶ اوت ۱۸۸۵ مطرح شد. لابوشر می‌خواست دامنه لایحه را گسترش دهد. این بند مجازات حبس «تا دو سال» را، با یا بدون کار سخت، برای هر مردی که به رفتار «فجیع غیراخلاقی» با مرد دیگری، چه در ملاء عام و چه در خلوت، محکوم می‌شد، پیش‌بینی می‌کرد. هیچ تعریفی از اینکه دقیقاً چه چیزی «رفتار فجیع غیراخلاقی» محسوب می‌شد، ارائه نشد، زیرا اخلاق ویکتوریایی از ارائه توصیف دقیق رفتارهای غیراخلاقی خودداری می‌کرد. در عمل، «رفتار فجیع غیراخلاقی» به هرگونه رفتار همجنس‌گرایانه مردانه که به لواط کامل منجر نمی‌شد، تعبیر می‌شد. لواط همچنان جرمی جدی‌تر و مجزا باقی ماند.

## تصویب و تاثیرات
اصلاحیه حقوق کیفری در نهایت در ۱۴ اوت ۱۸۸۵ تصویب شد و در نسخه نهایی خود به طور مؤثر بخش‌های ۴۹ و ۵۲ مصوبه جرائم علیه شخص ۱۸۶۱ و تمامی مصوبه جرائم علیه اشخاص ۱۸۷۵ را لغو کرد. مفاد این مصوبه به شرح زیر بود:
- سن رضایت را از ۱۳ سال به ۱۶ سال افزایش داد.
- جرم انگاری فریب، تهدید یا استفاده از دارو برای وادار کردن دختران به تن‌فروشی.
- مجازات صاحبان خانه‌هایی که اجازه رابطه جنسی با افراد زیر سن قانونی را در ملک خود می‌دادند.
- جرم انگاری ربودن دختران زیر ۱۸ سال برای مقاصد جنسی.
- اختیار به قضات برای صدور حکم جست‌وجو به منظور یافتن زنان مفقودی.
- اختیار به دادگاه برای جدا کردن دختران از سرپرستان قانونی‌شان در صورتی که آن‌ها فریب‌خوردن دختر را تأیید کنند.
- اجرای سریع اقدامات قانونی علیه فاحشه‌خانه‌ها.
- افزایش سن برای جرائم سنگین به ۱۳ سال و جرائم سبک‌تر برای سنین بین ۱۳ تا ۱۶ سال و همچنین زنان و دختران ناتوان ذهنی.
- جرم انگاری «رفتار فجیع غیراخلاقی بین مردان» — پیش از این تنها جرم همجنس‌گرایانه «لواط» (آمیزش جنسی مقعدی) بود.
- مجازات برای ربودن و فریب دختران زیر ۱۸ سال برای تن‌فروشی و همچنین تسهیل قوانین مربوط به شهادت شهود: کودکان زیر ۱۲ سال اجازه شهادت دادن را داشتند (همان‌طور که اس‌پی‌سی‌سی پیشنهاد کرده بود)، اما به متهم نیز حق دفاع از خود داده شد.

تأثیر مصوبه تقریباً بلافاصله مشهود شد. در حالی که پیش از تصویب این مصوبه، موارد کمی از جرائم جنسی گزارش می‌شد، تعداد موارد گزارش‌شده در ماه‌های پس از آن به شدت افزایش یافت، به‌ویژه در موارد سوءاستفاده از کودکان. ممکن است تعداد واقعی موارد تغییر نکرده باشد، اما افزایش گزارش‌ها و رسیدگی به پرونده‌ها در دادگاه‌ها نشان‌دهنده تغییر نگرش نسبت به نحوه برخورد با زنان و کودکان بود. اگرچه بند ۱۱ همجنس‌گرایی مردانه را جرم انگاری کرد، اما این بند با مفاهیم مرتبط با شهوت مردانه مرتبط بود که بسیاری آن را ریشه فساد می‌دانستند. بیش از ۸۰ سال طول کشید تا جرم‌زدایی از همجنس‌گرایی مردانه انجام شود.

## لغو قوانین
مصوبه اصلاح حقوق کیفری ۱۸۸۵  در نهایت در مناطق مختلف بریتانیا و ایرلند لغو شد. این لغو به شرح زیر انجام گرفت:
- برای انگلستان و ولز: این مصوبه توسط بخش ۵۱ و جدول چهارم مصوبه جرائم جنسی ۱۹۵۶ [ج] لغو شد.

- برای اسکاتلند: این مصوبه توسط بخش ۲۱(۲) و جدول ۲ مصوبه جرائم جنسی (اسکاتلند) ۱۹۷۶  [چ] لغو شد.

- برای جمهوری ایرلند: بخش‌های ۳(۳)، ۷ و ۸ این مصوبه توسط بخش ۳۱ و جدول مصوبه جرائم غیرکشنده علیه اشخاص ۱۹۹۷ [ح] لغو شدند.

این لغوها نشان‌دهنده تغییرات گسترده در قوانین کیفری و جنایی در طول قرن بیستم بود، که به‌ویژه بر روی جرائم جنسی و حقوق افراد متمرکز شده بود.

## تبرئه ماسبق
پس از عفو سلطنتی آلن تورینگ، که طبق این مصوبه به دلیل اعمال همجنس‌گرایانه با مردی دیگر به بی‌عفتی فاحش محکوم شد، دولت در سال ۲۰۱۶ قصد خود را برای گسترش این تبرئه ماسبق به سایر مردان محکوم به جرایم تاریخی مشابه، از طریق وضع آنچه به عنوان «مصوبه آلن تورینگ» توصیف شده است، اعلام کرد.
مصوبه پلیس و جرائم ۲۰۱۷ به عنوان یک مصوبه عفو برای عفو مردانی عمل می‌کند که بر اساس قوانین تاریخی که اعمال همجنس‌گرایی را غیرقانونی می‌کند اخطار یا محکوم شده‌اند.

### نقل قول‌ها
1. ↑  "Criminal Law Amendment Act 1885 - An Act to make further provision for the Protection of Women and Girls, the suppression of brothels, and other purposes". www.swarb.co.uk. 1885.
2. ↑  الگو:Cite legislation UK Carnally knowing a Girl under Ten Years of Age
3. ↑  الگو:Cite legislation UK Carnally knowing a Girl between the Ages of Ten and Twelve.
4. ↑  الگو:Cite legislation UK Attempt to commit the last Two Offences (sections 50 & 51).
5. ↑  The Criminal Law Amendment Act 1885 and Sexual Assault on Minors According to a "survey of The Times criminal trials and police columns between January 1884 and September 1886 indicates that the reporting of criminal assaults, indecent assaults, and rapes enacted against minors increased dramatically after the publicity of "The Maiden Tribute" and the passage of the Criminal Law Amendment Act. Where only five sexual offences against minors were reported between January 1884 and the end of July 1885, The Times lists sixty-five cases between August 1885 and September 1886. In the space of nine months after the passage of the Criminal Law Amendment Act, twelve times as many cases were reported as in the previous year and a half."
6. ↑  "Government 'committed' to Alan Turing gay pardon law". BBC News (به انگلیسی). 2016-09-22. Retrieved 2016-09-22.
7. ↑  Cowburn, Ashley (2016-09-21). "Theresa May committed to introducing the 'Alan Turing Law'". The Independent (به انگلیسی). Retrieved 2016-09-22.
8. ↑  Alderson, Reevel (2019-10-15). "Pardon for gay men convicted under abolished laws". BBC News (به انگلیسی).

### در ادامه مطلب
- ژوزفین باتلر، خاطرات شخصی یک جنگ صلیبی بزرگ (هوراس مارشال، ۱۸۹۶)
- بریجت اودانل، بازرس میناهان موضع می‌گیرد: دختران گمشده انگلستان (پیکادر، ۲۰۱۲)
- آلیسون پلودن، پرونده الیزا آرمسترانگ (بی‌بی‌سی، ۱۹۷۴)
- آن استافورد، عصر رضایت (هودر و استاتون، ۱۹۶۴)
- ویلیام تی استید، ادای احترام دوشیزه بابل مدرن (Pall Mall Gazette، ۱۸۸۵)
- چارلز تروت، ادای احترام دوشیزه: مطالعه ای در مورد ترافیک برده‌های سفید در قرن نوزدهم (فردریک مولر، ۱۹۵۹)